# Наливайка (село)
Налива́йка — село в Голованівській громаді Голованівського району Кіровоградської області України. Населення становить 708 осіб.

## Географія
Селом протікає річка Цюрупа, права притока Ятрані.

## Історія
Під час організованого радянською владою Голодомору 1932—1933 років померло щонайменше 266 жителів села.

## Населення
Згідно з переписом УРСР 1989 року чисельність наявного населення села становила 783 особи, з яких 328 чоловіків та 455 жінок.
За переписом населення України 2001 року в селі мешкало 700 осіб.

### Мова
Розподіл населення за рідною мовою за даними перепису 2001 року:
| Мова       | Відсоток |
| ---------- | -------- |
| українська | 96,47 %  |
| російська  | 2,40 %   |
| молдовська | 1,13 %   |

## Відомі люди
- П'яничук Ніна Василівна (* 1952) — депутат Верховної Ради УРСР 9-го скликання.
- Високолан Степан Леонтійович (1895 - 1986) — російський і парагвайський військовик українського походження, дивізійний генерал Збройних сил Парагваю.